# Paolo Mattei

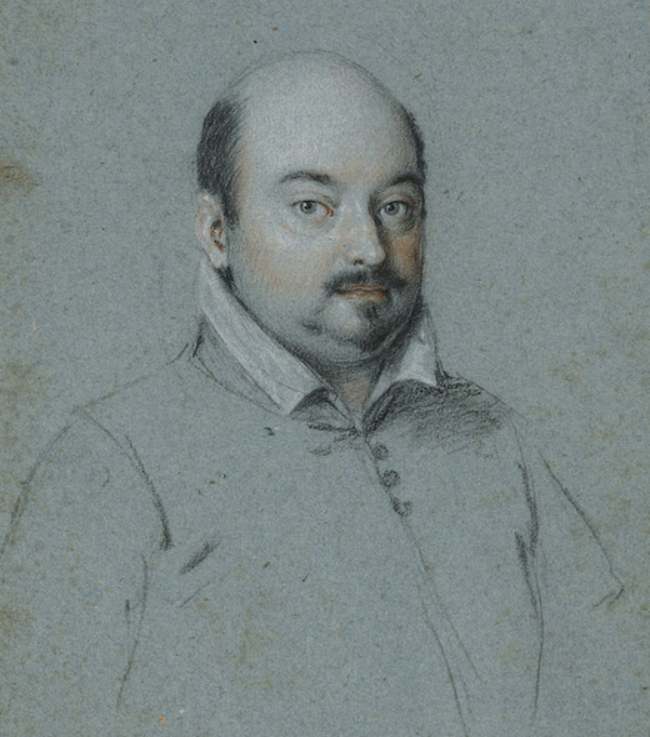
Ritratto di Paolo Mattei realizzato da Ottavio Leoni nel 1619

Paolo Gaspare Mattei (Roma, 14 gennaio 1591 – Giove, 12 gennaio 1638) è stato un nobile, presbitero e funzionario italiano.

## Biografia
Membro della famiglia patrizia romana dei Mattei, Paolo nacque a Roma il 14 gennaio 1591 da Asdrubale Mattei ed Eleonora de' Rossi, sua prima moglie. Era fratellastro del nobile Girolamo Mattei e del militare Luigi Mattei.
Fu avviato molto precocemente alla carriera ecclesiastica, venendo insignito del titolo di abate già prima del 1600. Nel 1604, ricevette in eredità da suo zio Girolamo un ufficio di Cavalierato di San Pietro del valore di 1000 scudi "perché i suoi studi portassero alla famiglia grandi onori".
Il 26 gennaio 1615, venne nominato protonotario e referendario della Segnatura apostolica. Nel corso degli anni seguenti, ricevette numerosi incarichi governativi nell'ambito dell'amministrazione pontificia: resse Todi dal 1623 al 1626, Rieti dal 1626 al 1627, Montalto dal 1627 al 1628, Spoleto dal 1628 al 1629, e infine Ancona dal 1630 al 1631.
Nel 1624 ricevette in eredità dal cugino Giovanni Battista, figlio di Ciriaco Mattei, la Cattura di Cristo del Caravaggio, che alla sua morte, avvenuta il 12 gennaio 1638 (quattro giorni dopo quella di suo padre), lascerà al fratellastro Girolamo. Qualche tempo prima della morte fu nominato chierico della Camera apostolica.

## Ascendenza

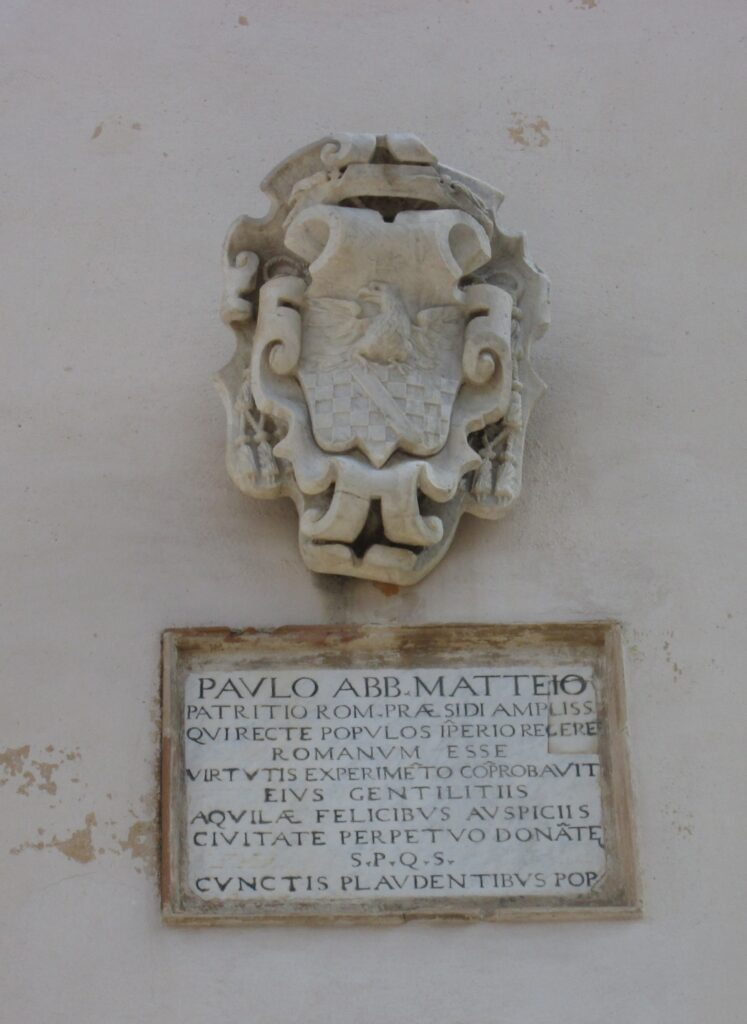
Iscrizione con stemma dedicata a Paolo Mattei sulla facciata del palazzo comunale di Spoleto in memoria del suo periodo come governatore spoletino

|                        |                     |                          | Genitori                |  |  | Nonni |  |  | Bisnonni       |  |  | Trisnonni   |  |
|                        |                     |                          |                         |  |  |       |  |  | Ciriaco Mattei |  |  | Saba Mattei |  |
|                        |                     |                          |                         |  |  |       |  |  | Ciriaco Mattei |  |  | Saba Mattei |  |
|                        |                     | Caterina Tuttavilla      |                         |  |  |       |  |  | Ciriaco Mattei |  |  |             |  |
| Alessandro Mattei      |                     |                          |                         |  |  |       |  |  | Ciriaco Mattei |  |  |             |  |
|                        |                     | Giulia Matuzzi           | Pietro Giovanni Matuzzi |  |  |       |  |  |                |  |  |             |  |
|                        |                     | Giulia Matuzzi           | Pietro Giovanni Matuzzi |  |  |       |  |  |                |  |  |             |  |
|                        |                     | Giulia Matuzzi           | Isabella Borgia         |  |  |       |  |  |                |  |  |             |  |
| Asdrubale Mattei       |                     | Giulia Matuzzi           |                         |  |  |       |  |  |                |  |  |             |  |
|                        |                     | Tuccio Mazzatosta        | Riccardo Mazzatosta     |  |  |       |  |  |                |  |  |             |  |
|                        |                     | Tuccio Mazzatosta        | Riccardo Mazzatosta     |  |  |       |  |  |                |  |  |             |  |
|                        |                     | Tuccio Mazzatosta        | Vittoria Massimo        |  |  |       |  |  |                |  |  |             |  |
| Emilia Mazzatosta      |                     | Tuccio Mazzatosta        |                         |  |  |       |  |  |                |  |  |             |  |
|                        |                     | Claudia Orsini           | Orsino Fausto Orsini    |  |  |       |  |  |                |  |  |             |  |
|                        |                     | Claudia Orsini           | Orsino Fausto Orsini    |  |  |       |  |  |                |  |  |             |  |
|                        |                     | Claudia Orsini           | Lavinia Cantelmo        |  |  |       |  |  |                |  |  |             |  |
| Paolo Mattei           |                     | Claudia Orsini           |                         |  |  |       |  |  |                |  |  |             |  |
|                        | Troilo II de' Rossi | Pier Maria III de' Rossi |                         |  |  |       |  |  |                |  |  |             |  |
|                        | Troilo II de' Rossi | Pier Maria III de' Rossi |                         |  |  |       |  |  |                |  |  |             |  |
|                        | Troilo II de' Rossi | Camilla Gonzaga          |                         |  |  |       |  |  |                |  |  |             |  |
| Pietro Maria de' Rossi | Troilo II de' Rossi |                          |                         |  |  |       |  |  |                |  |  |             |  |
|                        |                     | Eleonora Rangoni         | Uguccione Rangoni       |  |  |       |  |  |                |  |  |             |  |
|                        |                     | Eleonora Rangoni         | Uguccione Rangoni       |  |  |       |  |  |                |  |  |             |  |
|                        |                     | Eleonora Rangoni         | Lucrezia Rangoni        |  |  |       |  |  |                |  |  |             |  |
| Eleonora de' Rossi     |                     | Eleonora Rangoni         |                         |  |  |       |  |  |                |  |  |             |  |
|                        |                     | Alessandro Lampugnani    | Nicolò Lampugnani       |  |  |       |  |  |                |  |  |             |  |
|                        |                     | Alessandro Lampugnani    | Nicolò Lampugnani       |  |  |       |  |  |                |  |  |             |  |
|                        |                     | Alessandro Lampugnani    | Lucrezia Saracina       |  |  |       |  |  |                |  |  |             |  |
| Isabella Lampugnani    |                     | Alessandro Lampugnani    |                         |  |  |       |  |  |                |  |  |             |  |
|                        |                     | Lucia Gambaloita         |                         |  |  |       |  |  |                |  |  |             |  |
|                        |                     |                          |                         |  |  |       |  |  |                |  |  |             |  |
|                        |                     |                          |                         |  |  |       |  |  |                |  |  |             |  |
|                        |                     |                          |                         |  |  |       |  |  |                |  |  |             |  |